# Luché-sur-Brioux
 Luché-sur-Brioux  es una población y comuna francesa, situada en la región de Poitou-Charentes, departamento de Deux-Sèvres, en el distrito de Niort y cantón de Brioux-sur-Boutonne.

## Demografía
| 200 | 198 | 158 | 140 | 143 | 139 |
| Para los censos de 1962 a 1999 la población legal corresponde a la población sin duplicidades (Fuente: INSEE [Consultar]) |     |     |     |     |     |